# Élections législatives suédoises de 1921
Les élections législatives suédoises de 1921 se sont déroulées entre le 10 et le 26 septembre 1921. Le Parti social-démocrate gagne les élections et reste au pouvoir.

## Contexte
Lors de ces élections, les femmes suédoises sont pour la première fois de l'époque contemporaine autorisées à voter et à être élues lors d'un scrutin national. Kerstin Hesselgren est élue à la chambre haute et Nelly Thüring (sociale-démocrate), Agda Östlund (sociale-démocrate), Elisabeth Tamm (libérale) et Bertha Wellin (conservatrice) à la chambre basse.

## Résultats
| Parti    | Parti                                        | Leader                     | Votes     | Votes  | Votes | Sièges | Sièges |
| Parti    | Parti                                        | Leader                     | #         | %      | +/−   | #      | +/−    |
| -------- | -------------------------------------------- | -------------------------- | --------- | ------ | ----- | ------ | ------ |
|          | Parti social-démocrate                       | Hjalmar Branting           | 630 855   | 36,2   | +0,1  | 93     | +18    |
|          | Ligue électorale générale                    | Arvid Lindman              | 449 302   | 25,8   | -2,1  | 62     | ?      |
|          | Parti libéral de rassemblement               | Nils Edén                  | 325 608   | 19,1   | -2,7  | 41     | -6     |
|          | Ligue des fermiers                           | Johan Andersson i Raklösen | 192 269   | 11,1   | -3,1  | 21     | ?      |
|          | Parti communiste de Suède                    | Karl Kilbom (sv)           | 80 355    | 4,6    | -1,8  | 7      | +7     |
|          | Parti de la gauche social-démocrate suédoise | Ivar Vennerström           | 56 241    | 3,2    | +3,2  | 6      | +6     |
|          |                                              |                            |           |        |       |        |        |
| Inscrits | Inscrits                                     | Inscrits                   | 3 222 917 | 100,00 |       |        |        |
| Votants  | Votants                                      | Votants                    | 1 747 553 | 54,22  |       |        |        |
| Exprimés | Exprimés                                     | Exprimés                   | 1 741 952 | 99,68  |       |        |        |